# 16.º Batallón de Ingenieros de la Luftwaffe
El 16.º Batallón de Ingenieros de la Luftwaffe (16. Luftwaffen-Pionier-Bataillon) fue una unidad de la Luftwaffe durante la Segunda Guerra Mundial.

## Historia
Fue formado el 1 de diciembre de 1942 en Groß-Born con tres compañías y una columna. El 1 de noviembre de 1943 las componentes fueron absorbidos por el ejército y el batallón fue renombrado como 16.º Batallón de Ingenieros (L).

## Servicios
- Bajo la 16.ª División de Campaña de la Fuerza Aérea.